# روبرت أ. براون
روبرت أ. براون (بالإنجليزية: Robert A. Brown) (مواليد 22 يوليو، 1951م) هو الرئيس العاشر لجامعة بوسطن. شغل سابقا منصب رئيس مجلس إدارة معهد ماساتشوستس للتقنية.

## سيرة ذاتية
كان روبرت أ. براون مهندس كيميائي، وكان أيضا من السكان الاصليين من سان أنطونيو، وحصلت على بكالوريوس في العلوم وشهادة دكتوراه من جامعة تكساس في أستن، وشهادة دكتوراه أخرى من جامعة مينيسوتا.

## وصلات خارجية
سيرته الذاتية من موقع جامعة بوسطن